# Bellechaume
Bellechaume és un municipi francès, situat al departament del Yonne i a la regió de Borgonya - Franc Comtat. L'any 2007 tenia 460 habitants.

## Demografia

### Població
El 2007 la població de fet de Bellechaume era de 460 persones. Hi havia 180 famílies, de les quals 48 eren unipersonals (24 homes vivint sols i 24 dones vivint soles), 52 parelles sense fills, 72 parelles amb fills i 8 famílies monoparentals amb fills.
La població ha evolucionat segons el següent gràfic:
Habitants censats

### Habitatges
El 2007 hi havia 241 habitatges, 184 eren l'habitatge principal de la família, 46 eren segones residències i 11 estaven desocupats. 233 eren cases i 6 eren apartaments. Dels 184 habitatges principals, 159 estaven ocupats pels seus propietaris, 22 estaven llogats i ocupats pels llogaters i 3 estaven cedits a títol gratuït; 1 tenia una cambra, 10 en tenien dues, 33 en tenien tres, 41 en tenien quatre i 99 en tenien cinc o més. 139 habitatges disposaven pel capbaix d'una plaça de pàrquing. A 74 habitatges hi havia un automòbil i a 99 n'hi havia dos o més.

### Piràmide de població
La piràmide de població per edats i sexe el 2009 era:
| Homes | Edats   | Dones |
| ----- | ------- | ----- |
| 0     | 95 o +  | 0     |
| 0     | 90 a 94 | 0     |
| 0     | 85 a 89 | 8     |
| 0     | 80 a 84 | 8     |
| 24    | 75 a 79 | 0     |
| 4     | 70 a 74 | 16    |
| 12    | 65 a 69 | 12    |
| 12    | 60 a 64 | 8     |
| 4     | 55 a 59 | 16    |
| 8     | 50 a 54 | 12    |
| 12    | 45 a 49 | 4     |
| 16    | 40 a 44 | 16    |
| 24    | 35 a 39 | 12    |
| 12    | 30 a 34 | 32    |
| 20    | 25 a 29 | 8     |
| 4     | 20 a 24 | 12    |
| 4     | 15 a 19 | 12    |
| 4     | 10 a 14 | 20    |
| 28    | 5 a 9   | 16    |
| 16    | 0 a 4   | 28    |

## Economia
El 2007 la població en edat de treballar era de 280 persones, 211 eren actives i 69 eren inactives. De les 211 persones actives 195 estaven ocupades (105 homes i 90 dones) i 16 estaven aturades (5 homes i 11 dones). De les 69 persones inactives 27 estaven jubilades, 20 estaven estudiant i 22 estaven classificades com a «altres inactius».

### Ingressos
El 2009 a Bellechaume hi havia 185 unitats fiscals que integraven 479 persones, la mediana anual d'ingressos fiscals per persona era de 17.896 €.

### Activitats econòmiques
Dels 14 establiments que hi havia el 2007, 1 era d'una empresa alimentària, 7 d'empreses de construcció, 2 d'empreses de comerç i reparació d'automòbils, 1 d'una empresa d'hostatgeria i restauració, 1 d'una empresa financera, 1 d'una empresa de serveis i 1 d'una entitat de l'administració pública.
Dels 7 establiments de servei als particulars que hi havia el 2009, 3 eren paletes, 1 fusteria, 2 lampisteries i 1 electricista.
L'únic establiment comercial que hi havia el 2009 era una fleca.
L'any 2000 a Bellechaume hi havia 6 explotacions agrícoles.

## Poblacions més properes
El següent diagrama mostra les poblacions més properes.